# Matthew Bingley
Matthew Bingley (nacido el 16 de agosto de 1971) es un exfutbolista australiano que se desempeñaba como centrocampista.
Matthew Bingley jugó 14 veces y marcó 5 goles para la selección de fútbol de Australia entre 1993 y 1997.

## Trayectoria

### Clubes
| Club                  | País      | Año         |
| --------------------- | --------- | ----------- |
| St George FC          | Australia | 1987 - 1991 |
| Marconi Stallions FC  | Australia | 1992 - 1997 |
| Vissel Kobe           | Japón     | 1997 - 1998 |
| JEF United Ichihara   | Japón     | 1998        |
| Northern Spirit FC    | Australia | 1998 - 2001 |
| Newcastle United Jets | Australia | 2001 - 2003 |
| Perth Glory FC        | Australia | 2003 - 2004 |
| Pahang FA             | Malasia   | 2004        |
| Sydney FC             | Australia | 2005 - 2006 |

### Selección nacional
| Selección | País      | Año         |
| --------- | --------- | ----------- |
| Absoluta  | Australia | 1993 - 1997 |

## Estadística de equipo nacional
| Selección de fútbol de Australia | Selección de fútbol de Australia | Selección de fútbol de Australia |
| Año                              | Part.                            | Goles                            |
| -------------------------------- | -------------------------------- | -------------------------------- |
| 1993                             | 1                                | 0                                |
| 1994                             | 0                                | 0                                |
| 1995                             | 2                                | 0                                |
| 1996                             | 3                                | 1                                |
| 1997                             | 8                                | 4                                |
| Total                            | 14                               | 5                                |